# Les Désaccords du cœur
Pour plus de détails, voir Fiche technique et Distribution.
Les Désaccords du cœur (Chemical Hearts) est un film américain écrit et réalisé par Richard Tanne, sorti en 2020 sur Prime Video. Il s’agit de l'adaptation du roman Nos cœurs en désaccord (Our Chemical Hearts) de Krystal Sutherland publié en 2016.

## Synopsis
Henry Page, 17 ans, rédacteur en chef du journal de son lycée, n'a jamais été amoureux. L'histoire d'amour dont il rêve ne s'est pas encore produite jusqu'à l'arrivée d'une nouvelle dans son lycée, Grace Town. Tout est sur le point de changer pour Henry.

## Fiche technique
Sauf indication contraire, les informations mentionnées dans cette section peuvent être confirmées par la base de données cinématographiques IMDb,  présente dans la section « Liens externes ».
- Titre original : Chemical Hearts
- Réalisation : Richard Tanne
- Scénario : Richard Tanne, d'après le roman Our Chemical Hearts de Krystal Sutherland
- Direction artistique : Zebah Pinkham
- Décors : Lucio Seixas
- Costumes : Vanessa Porter
- Photographie : Albert Salas
- Musique : Stephen James Taylor
- Montage : JC Bond
- Casting : Jordan Bass et Lauren Bass
- Production : Richard Tanne et Alex Saks
- Producteurs délégués : Jamin O'Brien, Lili Reinhart et Krystal Sutherland
- Sociétés de production : Amazon Studios, Page Fifty-Four et Big Indie Pictures
- Société de distribution : Amazon Studios
- Pays d'origine :  États-Unis
- Langue originale : anglais
- Format : Couleur
- Genre : comédie dramatique, comédie romantique
- Dates de sortie : 
  - Monde : 21 août 2020 sur Prime Video

## Distribution
- Lili Reinhart (VF : Anaïs Delva) : Grace Town
- Austin Abrams (VF : Nicolas Duquenoy) : Henry Page
- Sarah Jones (VF : Marion Koen) : Suds
- Bruce Altman : Toby
- Adhir Kalyan (VF : Nathanel Alimi) : Kem Sharma
- Coral Peña (VF : Jessica Jaouiche) : Cora
- Shannon Walsh : Miranda
- Kara Young (VF : Déborah Claude) : La
- Meg Gibson (VF : Nikie Lescot) : Gloria
- C.J. Hoff (VF : Erwan Tostain) : Muz
- Jon Lemmon : Dominic Sawyer
- J.J. Pyle : la mère de Grace

 Source et légende : version française (VF) sur RS Doublage

## Production

### Développement
Le projet est dirigé par Amazon Studios et sera disponible sur la plateforme de vidéo à la demande Prime Video.

### Tournage
Le tournage a débuté en juin 2019 dans le New Jersey.